# Jezioro Cielęckie
Jezioro Cielęckie – jezioro w woj. kujawsko-pomorskim, w powiecie brodnickim, w gminie Brodnica, leżące na terenie Pojezierza Dobrzyńskiego.

## Dane morfometryczne
Powierzchnia zwierciadła wody według różnych źródeł wynosi od 15,0 ha do 18,8 ha.
Zwierciadło wody położone jest na wysokości 116,3 m n.p.m.. Średnia głębokość jeziora wynosi 3,8 m, natomiast głębokość maksymalna 7,2 m. Objętość jeziora według różnych źródeł wynosi 705,0 tys. m³ lub 705,1 tys. m³.
W oparciu o badania przeprowadzone w 2004 roku wody jeziora zaliczono do III klasy czystości i III kategorii podatności na degradację.

## Hydronimia
Według urzędowego spisu opracowanego przez Komisję Nazw Miejscowości i Obiektów Fizjograficznych (KNMiOF) nazwa tego jeziora to Jezioro Cielęckie. W różnych publikacjach i na mapach topograficznych jezioro to występuje pod nazwą Cielęce lub Cielęta.